# Frederick Suerig
Frederick »Fred« G. Suerig, ameriški veslač, * 21. junij 1878, † 8. december 1929, St. Louis, Missouri.
Suerig je za ZDA nastopil na Poletnih olimpijskih igrah 1904 v St. Louisu, kjer je nastopal v disciplini četverec brez krmarja in osvojil srebrno medaljo.